# Nina Raspopova
Nina Maksimovna Raspopova (em russo:  Нина Максимовна Распопова) foi uma comandante na formação militar Bruxas da Noite durante a Segunda Guerra Mundial. Pelo seu serviço militar ela foi agraciada com o título de Heroína da União Soviética no dia 15 de Maio de 1946.